# Alfred Sammer
Alfred Sammer (* 21. Dezember 1942 in Wien; † 2. November 2010) war ein österreichischer Universitätsdirektor, Kunstsammler, römisch-katholischer Geistlicher und Theologe sowie Bischofsvikar der Militärdiözese der Republik Österreich.

## Leben
Alfred Sammer studierte zunächst Rechtswissenschaften an der Universität Wien und wurde nach seiner Promotion zum Dr. iur. 1966 im Jahre 1968 Rektoratsdirektor und 1988 Akademiedirektor an der Akademie der bildenden Künste Wien. Ab 1978 fungierte er als Lehrbeauftragter für Sakralsymbolik. Nach einem Theologiestudium, unter anderem an der Philosophisch-Theologischen Hochschule Heiligenkreuz und an der Universität Wien, diplomierte er 1988 zum Mag. theol. bei Josef Lenzenweger über die Rolle Papst Innozenz’ XI. beim Wiener Türkensieg 1683.
1991 empfing Sammer durch Bischof Alfred Kostelecky die Priesterweihe. Er war von 1992 bis 2005 unter anderem  Ordinariatskanzler im Militärordinariat Österreichs. Neben seiner Tätigkeit als Dekanatspfarrer der Schlosskapelle Oberes Belvedere wurde er 1980 Nachfolger von Persönlichkeiten wie Clemens Holzmeister, Günther Kraus und Alfred Crepaz als Präsident der Österreichischen Gesellschaft für Christliche Kunst sowie durch Papst Johannes Paul II. am 18. November 1996 zum Mitglied der Päpstlichen Kunstakademie am Pantheon berufen. Er war ab Oktober 2000 Professor für Kirchliche Kunst in Heiligenkreuz und Mitglied des dortigen Instituts für Spirituelle Theologie und Liturgiewissenschaft.
2004 wurde Sammer durch Militärbischof Christian Werner zum Bischofsvikar für Kultur und Medien der österreichischen Militärdiözese ernannt. Zuvor war Sammer mit Wirksamkeit vom 4. Dezember 1997 durch Bundespräsident Thomas Klestil zum Militärdekan ernannt worden.
Alfred Sammer war bereits in jungen Jahren unter dem Pseudonym Urbano als Maler aktiv. Seine persönliche Sammlung von fast 400 Werken umfasst Arbeiten von Paul Troger, Jacob Matthias Schmutzer, Rudolf von Alt, Max Weiler, Josef Mikl, Fritz Wotruba, Markus Prachensky u. v. a. Die in eine Stiftung übergegangene Sammlung wurde durch das Stift Klosterneuburg erworben.
Er war ab 1962 Mitglied der katholischen Studentenverbindung KAV Danubia Wien-Korneuburg im ÖCV sowie deren Verbindungsseelsorger. Zudem war er Mitglied der KAV Capitolina Rom und der KÖHV Rheno-Juvavia Salzburg.

## Auszeichnungen
- 2003: Ehrentiteln Monsignore
- 2005: Großes Silbernes Ehrenzeichen für Verdienste um die Republik Österreich[1]
- 2009: Prälat
- 2010: Österreichischen Ehrenkreuz für Kunst und Wissenschaft I. Klasse
- 2010: Leopoldskreuz in Gold des Stiftes Klosterneuburg[2]
- Hofrat

## Schriften
- Hessing: Monographie, Jugend und Volk 1975, ISBN 978-3811367661, zusammen mit Josef Krenstetter
- Realistische Tendenzen deutscher Kunst, 1919-1933, Akademie der Bildenden Künste 1978
- Mariazeller Hochaltar: Joh. Bernh. Fischer v. Erlach, Mariazeller Superiorat 1979
- Der Türkenpapst: Innozenz XI. und die Wiener Türkenbelagerung von 1683, Herold 1982, ISBN 978-3700802181
- Michelangelo Unterberger in seiner Wiener Zeit, Wien 1992, Verlag Archiv der Akademie der Bildenden Künste, zusammen mit Johann Kronbichler, Ferdinand Gutschi
- Johann Bernhard Fischer v. Erlach, Bundesministerium für Landesverteidigung 1999
- Militärseelsorge in Österreich: Zwischen Himmel und Erde, Styria 2001, ISBN 978-3222128035, zusammen mit Roman Hans Gröger, Claudia Ham, Julius Hanak